# Shaoang Liu
Shaoang Liu (cinese: 刘少昂; Budapest, 13 marzo 1998) è un pattinatore di short track ungherese naturalizzato cinese.

## Biografia
Nato a Budapest, suo padre è di origine cinese, mentre la madre è ungherese. Anche suo fratello maggiore Shaolin Sándor Liu, è pattinatore di short track a livello internazionale.
Ha partecipato ai Giochi olimpici giovanili di Lillehammer 2016, mettendosi in mostra come uno dei migliori pattinatori dell'edizione, grazie al bronzo nei 1000 metri e il nono posto nei 500 mentri.
All'età di diciannove anni ha rappresentato l'Ungheria ai Giochi olimpici di Pyeongchang 2018, vincendo la medaglia d'oro nella staffetta 5.000 metri, con i compagni di nazionale Shaolin Sándor Liu, Viktor Knoch e Csaba Burján. Grazie a questo risultato la nazionale ungherese ha vinto la prima medaglia d'oro della sua storia ai Giochi olimpici invernali.
Ai Giochi olimpici di Pechino 2022 ha vinto la medaglia di bronzo nella staffetta 2000 m mista, assieme a Zsófia Kónya, Petra Jászapáti, Shaolin Sándor Liu e John-Henry Krueger e nei 1000 m, dove ha concluso la gara alle spalle dei cinesi Ren Ziwei e Li Wenlong.
Nel novembre del 2022, assieme al fratello Shaolin Sándor, fa ufficialmente richiesta alla federazione ungherese di acconsentire al passaggio alla federazione cinese. A partire dai mondiali di Rotterdam 2024 (dove ottiene due medaglie d'oro) gareggia per la Cina. 

## Palmarès
- Olimpiadi

Pyeongchang 2018: oro nella staffetta 5000 m.
Pechino 2022: oro nei 500 m; bronzo nella staffetta 2000 m mista e nei 1000 m
- Mondiali

Mosca 2015: argento nella staffetta 5000 m.
Seul 2016: argento nei 1500 m; bronzo nei 500 m.
Rotterdam 2017: argento nei 1000 m; bronzo nella staffetta 5000 m.
Dordrecht 2021: oro nella classifica generale e nei 500 metri; argento nei 1000 metri e nella staffetta 5000 metri.
Montréal 2022: oro nella classifica generale, nei 500 metri, nei 1000 m e nei 1500 m.
Rotterdam 2024: oro nella staffetta 5000 m e nella staffetta 2000 m mista.
Pechino 2025: argento nella staffetta 5000 m, bronzo nei 1500 m.
- Europei

Dordrecht 2015: argento nella staffetta 5000 m.
Sochi 2016: argento nella staffetta 5000 m.
Torino 2017: argento nei 1000 m; argento nei 1500 m.
Dresda 2018: bronzo nella staffetta 5000 m.
Dordrecht 2019: oro nei 500 m e nella staffetta 5000 m; argento in classifica generale e nei 1500 m.
Debrecen 2020: oro nella classifica generale e nei 1500 m; argento nei 500 m e nei 1000 m.